# NGC 5823
NGC 5823 aussi connu sous le nom de Caldwell 88 est un amas ouvert situé dans la constellation du Compas. Il a été découvert par l'astronome écossais James Dunlop en 1826.
Selon la classification des amas ouverts de Robert Trumpler, cet amas renferme entre 50 et 100 étoiles (lettre m) dont la concentration est moyennement faible (III) et dont les magnitudes se répartissent sur un intervalle moyen (le chiffre 2). Toutefois, selon le catalogue Lynga, l'amas contient plus se 100 étoiles dont la concentration est moyenne. Lynga indique aussi que l'amas renferme 100 membres.

## Observation
Avec une magnitude visuelle de 7,9, on peut observer aisément avec des jumelles dont l'ouverture est de 40 à  50 mm.

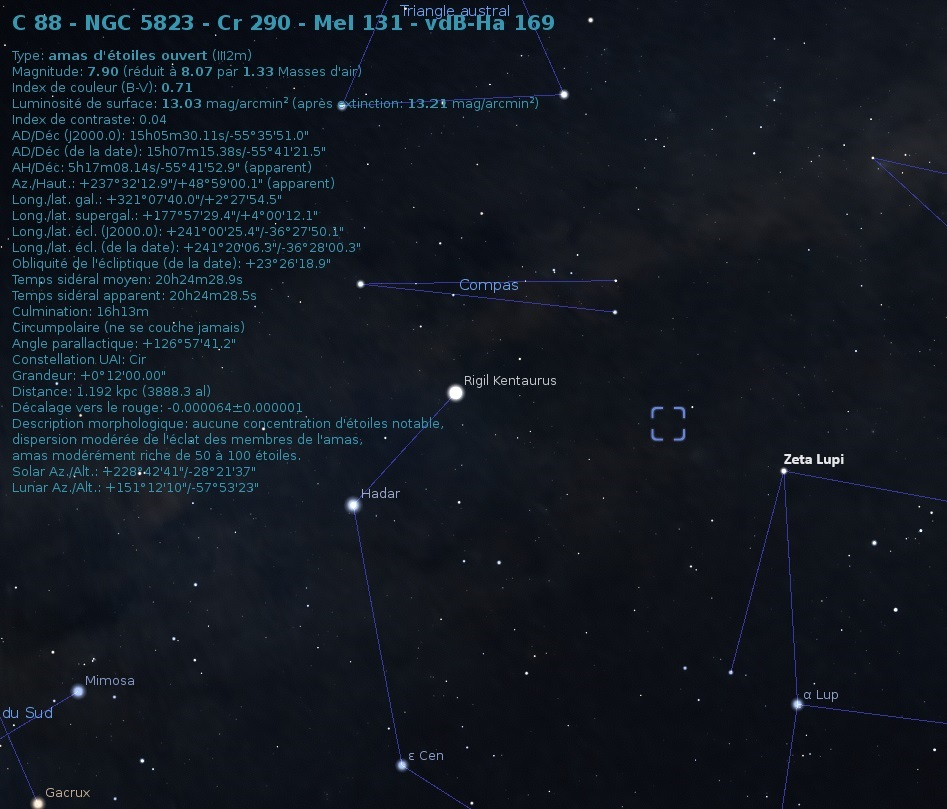
Localisation de NGC 5823 dans la constellation du Compas. (Stellarium)

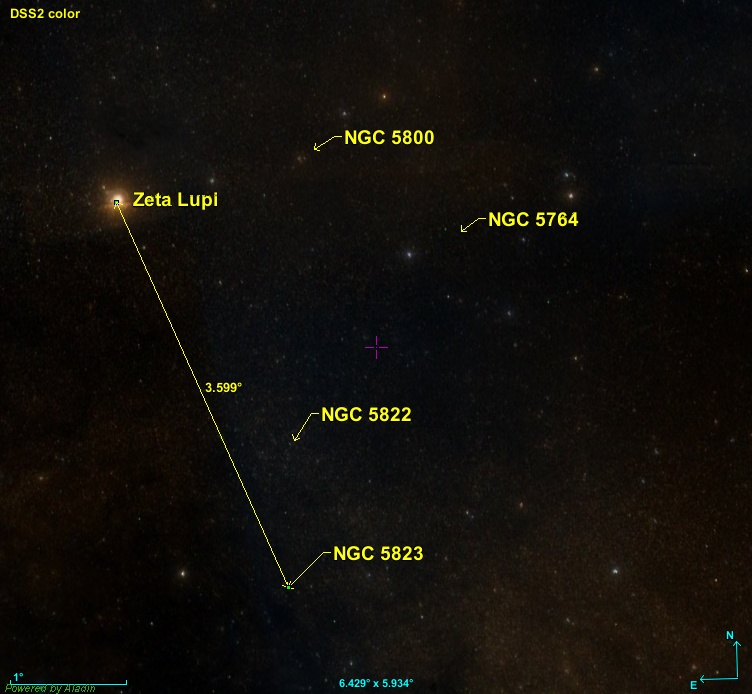
Position de NGC 5823 par rapport à deux étoiles.

NGC 5823 est situé à environ 3,6 degrés au sud-ouest de l'étoile Zeta Lupi. Trois autres amas ouverts sont situés dans la même région du ciel, NGC 5764, NGC 5800 et NGC 5822.

## Caractéristiques

### Distance, taille et vitesse
La parallaxe moyenne des étoiles de l'amas a été obtenue des mesures effectuées par le satellite Gaia. Trois valeurs différentes publiées dans de récents articles (2020 à 2021) sont indiquées sur la base de données Simbad : 0,522 ± 0,054 mas, 0,521 ± 0,051 mas, et 0,521 ± 0,002 mas. La moyenne de ces valeurs et de leur incertitude est égale à 0,521 3 ± 0,035 7, ce qui correspond à une distance de 1 918 +141
−123 pc.
La taille apparente de l'amas est de 12′ ce qui, compte tenu de la distance comprise de 1 918 +141
−123 pc, et grâce à un calcul simple, équivaut à une taille réelle de 21,8+1,4
-1,6 al.
La base de données Simbad indique cinq valeurs de la vitesse l'amas: −64,13 ± 10,99 km/s, −19,80 ± 0,2 km/s, −56,627 ± 0,254 km/s, −47,32 ± 0,14 km/s et −19,8 ± 0,2 km/s. La moyenne et l'écart-type ces valeurs sont de 41,5 ± 20,7 km/s alors que la moyenne de leur incertitude est de 17,5 km/s

### Mouvement propre
Simbad indique cinq couples de valeurs pour le mouvement propre de l'amas, dont quatre différenta, mais très semblables, proviennent d'articles publiés entre 2018 et 2021. Ces valeurs en ascension droite et en déclinaison sont :
- −3,712 ± 1,104 mas/an et −3,055 ± 1,228 mas/an[13]
- −3,689 ± 0,154 mas/an et −2,441 ± 0,152 mas/an[8]
- −3,691 ± 0,141 mas/an et −2,443 ± 0,130 mas/an[9],[10]
- −3,691 ± 0,007 mas/an et −2,443 ± 0,007 mas/an[11]

Le mouvement propre moyen obtenu de ces quatre valeurs en ascension droite et en déclinaison est égal à −3,696 ± 0,352 mas/an et −2,596 ± 0,379 mas/an.

### Métallicité
Simbad rapporte une seule valeur de la métallicité, soit 0,355. Selon cette valeur, le pourcentage d'éléments lourds (plus lourd que l'hydrogène et l'hélium) de cet amas est de 226% (100,266) de celui du Soleil.

### Âge
Webda et Lynga indiquent un âge de 794 millions d'années (log10=8,900 = 108,900).

## Les étoiles de NGC 5823
On peut accéder aux propriétés des étoiles située dans les environs de NGC 5823 en utilisant sur base de données Simbad la requête de recherche NGC 5823 NUM, où NUM est un nombre allant de 1 à 34. Toutefois, seule 22 pages ainsi obtenue indiquent la parallaxe de l'étoile. La liste de Simbad est donc fort incomplète.
Des 22 étoiles présentent sur Simbad, seulement neuf se trouvent dans les limites des distances mentionnées plus haut et elles des mouvements propres semblables. La distance moyenne de ces neuf étoiles est de 1 872 ± 91 pc (∼6 110 al). Leurs mouvements propres moyens en ascension droite et en déclinaison sont respectivement égaux à −3,259 ± 0,804 mas et −2,900 ± 0,968 mas.
Selon Llorente et Morales-Morales-Durán, NGC 5823 renferme  au moins une étoile Traînarde bleue qui n'est pas identifiée dans l'article.
Les données du tableau ci-dessous (parallaxe, mouvement propre, etc.) apparaissent sur Simbad et proviennent du « GAIA EARLY DATA RELEASE 3 (GAIA EDR3) » publié en 2020.
| Num # | Nom         | α                | δ                 | type | P (mas)         | d (pc)        | μα* (mas/an) | μδ* (mas/an) | mV    | Rem |
| ----- | ----------- | ---------------- | ----------------- | ---- | --------------- | ------------- | ------------ | ------------ | ----- | --- |
| #20   | NGC 5823 20 | 15h 04m 24,0742s | -55° 46′ 17,2914″ |      | 5,5311 ± 0,0448 | 181 ± 1       | -26,558      | -37,854      | 11,11 | Nm  |
| #16   | NGC 5823 16 | 15h 04m 37,2387s | -55° 48′ 42,9393″ |      | 1,7729 ± 0,0368 | 564 ± 12      | -10,625      | -9,384       | 11,12 | Nm  |
| #21   | NGC 5823 21 | 15h 04m 16,6057s | -55° 46′ 00,8427″ |      | 1,5652 ± 0,0143 | 639 ± 6       | -2,883       | 0,439        | 13,04 | Nm  |
| #8    | NGC 5823 8  | 15h 05m 13,7581s | -55° 43′ 47,6502″ |      | 1,5053 ± 0,0165 | 664 ± 7       | -19,381      | -11,820      | 13,48 | Nm  |
| #10   | NGC 5823 10 | 15h 05m 08,9878s | -55° 45′ 51,9851″ |      | 1,3143 ± 0,0147 | 761 ± 9       | -19,131      | -16,511      | 13,51 | Nm  |
| #19   | NGC 5823 19 | 15h 04m 31,8902s | -55° 45′ 56,4389″ |      | 1,3055 ± 0,0182 | 766 ± 11      | 3,106        | -1,645       | 11,50 | Nm  |
| #14   | NGC 5823 14 | 15h 05m 00,2378s | -55° 47′ 27,8920″ |      | 1,2075 ± 0,0171 | 828 ± 12      | -13,341      | -9,331       | 14,18 | Nm  |
| #27   | CPD-55 6338 | 15h 05m 01,8349s | -55° 42′ 35,8555″ |      | 1,0152 ± 0,0194 | 985 ± 19      | -23,881      | -8,312       | 9,73  | Nm  |
| #5    | NGC 5823 5  | 15h 05m 33,4701s | -55° 45′ 01,8960″ |      | 0,7079 ± 0,0129 | 1413 ± 26     | -9,551       | -4,041       | 13,21 | Nm  |
| #18   | NGC 5823 18 | 15h 04m 42,1802s | -55° 46′ 19,0136″ |      | 0,6475 ± 0,0158 | 1544 ± 139    | -3,377       | -3,920       | 11,59 | Nm  |
| #26   | NGC 5823 26 | 15h 04m 32,6667s | -55° 44′ 01,8722″ |      | 0,5884 ± 0,0221 | 1700 ± 66     | -10,227      | -6,499       | 12,04 | Nm  |
| #1    | NGC 5823 1  | 15h 05m 46,1758s | -55° 40′ 01,3529″ |      | 0,5553 ± 0,0147 | 1801 ± 49     | -3,795       | -2,550       | 10,86 |     |
| #9    | NGC 5823 9  | 15h 05m 09,4668s | -55° 53′ 32,5815″ |      | 0,5547 ± 0,0782 | 1803+296 -223 | -3,446       | -4,512       | 13,05 |     |
| #6    | NGC 5823 6  | 15h 05m 29,4896s | -55° 44′ 44,1326″ |      | 0,5462 ± 0,0154 | 1831 ± 53     | -2,240       | -2,064       | 12,99 |     |
| #4    | NGC 5823 4  | 15h 05m 27,2156s | -55° 41′ 44,8903″ |      | 0,5444 ± 0,0152 | 1837 ± 53     | -3,880       | -2,413       | 13,03 |     |
| #15   | NGC 5823 15 | 15h 04m 54,1705s | -55° 47′ 39,6317″ |      | 0,542 ± 0,0168  | 1845 ± 59     | -3,811       | -2,474       | 14,16 |     |
| #2    | HIP 73860   | 15h 05m 41,5715s | -55° 40′ 38,7146″ |      | 0,5362 ± 0,0216 | 1865+78 -72   | -3,534       | -2,356       | 10,71 |     |
| #13   | NGC 5823 13 | 15h 05m 03,1187s | -55° 47′ 52,2703″ |      | 0,5211 ± 0,0118 | 1919 ± 44     | -3,613       | -2,440       | 12,18 |     |
| #17   | NGC 5823 17 | 15h 04m 39,4269s | -55° 47′ 37,5661″ |      | 0,4814 ± 0,0259 | 2077+118 -106 | -1,750       | -4,387       | 13,40 | M?  |
| #24   | NGC 5823 24 | 15h 04m 16,6922s | -55° 44′ 40,1545″ |      | 0,4612 ± 0,0148 | 2168+72 -67   | -4,986       | -0,662       | 14,16 | Nm  |
| #25   | NGC 5823 25 | 15h 04m 22,2172s | -55° 44′ 07,5907″ |      | 0,4524 ± 0,0155 | 2210+78 -73   | -3,714       | -2,407       | 13,77 | Nm  |
| #7    | NGC 5823 7  | 15h 05m 18,6940s | -55° 44′ 39,7854″ |      | 0,4196 ± 0,0165 | 2383+98 -90   | -2,082       | -2,818       | 13,81 | Nm  |

- Nm = Non membre

Simbad montre aussi un bouton nommé Children. En cliquant sur ce bouton, on atteint une section de cette base de données qui renferme un tableau contenant 619 entrées pour NGC 5823. Cependant, des étoiles (les Children) peuvent apparaître plusieurs fois dans la deuxième colonne du tableau, d'où le nombre de liens bibliographiques qui est supérieure au nombre d'étoiles. La quatrième colonne de ce tableau indique la probabilité que l'étoile appartienne à l'amas. En cliquant sur le titre de cette colonne, on peut classer la probabilité par ordre croissant ou décroissant. En cliquant sur la désignation de l'étoile, on atteint la page de Simbad qui résume ses propriétés.